# Fastiginia
Fastiginia (o Fastos Geniales) es una obra en prosa escrita por el portugués Tomé Pinheiro da Veiga en 1605, en la que describe sus experiencias durante su estancia en la Corte de Valladolid, entre abril y julio de 1605.

## La obra
Su título completo es "Fastigínia o fastos extraordinarios sacados de la tumba de Merlín, donde fueron hallados junto a la Demanda del Santo Grial por el arzobispo D. Turpín, descubiertos y sacados a la luz por el famoso lusitano fray Pantaleón, que los encontró en un monasterio de novatos... a costa de Jaimes del Temps Perdut, comprador de libros de caballerías".
Redactada originalmente en portugués en 1605, aunque ampliada en 1607 y 1620, se divide en tres partes: la Philipstrea, sobre las fiestas realizadas con ocasión del nacimiento del futuro Felipe IV de España; la Pratología o Baratillo cotidiano, acerca del trato, buena conversación y desenvoltura de las damas; y la Pincigrafía o "descripción e historia natural y moral de la corte vallisoletana".
La obra es especialmente conocida por las profusas descripciones de la Semana Santa de Valladolid.